# Ekshärad
Ekshärad – miejscowość (tätort) w Szwecji, w regionie administracyjnym (län) Värmland, w gminie Hagfors.
Według danych Szwedzkiego Urzędu Statystycznego liczba ludności wyniosła: 1020 (31 grudnia 2015), 995 (31 grudnia 2018) i 991 (31 grudnia 2019).